# Circonscription d'Astebi Wemberta
La circonscription d'Astebi Wemberta est une des 38 circonscriptions législatives de l'État fédéré du Tigré, elle se situe dans la Zone est. Son représentant actuel est Mana Aberha Weldemariyam.